# Frank Heller-priset
Frank Heller-priset var ett svenskt litteraturpris, instiftat 1981 av tidningen Kvällspostens kulturredaktion. Priset tillföll "den författare som enligt juryns mening under året presterat ett betydande verk i Frank Heller-andan: det ska handla om spänning, humor och känsla för språket." Priset bestod av ett diplom samt middag pristagaren till ära. Juryn bestod av Ulf Rytterberg, Per-Magnus Forsblad och Ulf R. Johansson.

## Pristagare[1]
- 1981 – Jørn Riel
- 1982 – Jan Håkansson
- 1985 – Alf Henrikson
- 1986 – Klas Östergren
- 1987 – Sture Dahlström
- 1988 – Reidar Jönsson